# Crețuleasca, Ilfov
Crețuleasca (în trecut, Crețulești-Lipovățu sau Crețuleasca-Lipovățu) este un sat în comuna Ștefăneștii de Jos din județul Ilfov, Muntenia, România.

## Legături externe
Materiale media legate de Crețuleasca la Wikimedia Commons

 Acest articol despre o localitate din județul Ilfov este deocamdată un ciot. Puteți ajuta Wikipedia prin completarea lui.